# Tono to issho
Tono to issho (殿といっしょ? lett. "Insieme al mio signore") è un manga yonkoma di Kai Ōba. La serie ha per protagonisti noti daimyō giapponesi del periodo Sengoku rivisti in chiave comico-parodica. Pubblicata dal 2006 da Media Factory sulla rivista Comic Flapper, è stata adattata prima in OAV nel marzo 2010 e poi in serie animata nel luglio dello stesso anno con il titolo Tono to issho: ippunkan gekijō (殿といっしょ 1分間劇場? lett. "Insieme al mio signore: teatro da un minuto") e 2011 sotto il nome di Tono to issho: gantai no yabō (殿といっしょ 眼帯の野望? lett. "Insieme al mio signore: l'ambizione della benda sull'occhio").

## Personaggi
Date Masamune (伊達 政宗?)
Doppiato da Tatsuhisa Suzuki
Capriccioso daimyo con l'ossessione per le bende per occhi. Il mix di creatività e follia che lo contraddistingue lo ha portato ad ideare una discreta varietà di modelli di bende e persino la sceneggiatura di un anime di guerra con elementi mecha basato sulle gesta di una fazione devota alle bende per gli occhi.
Katakura Kagetsuna (片倉 景綱?)
Doppiato da Daisuke Ono
Generale al servizio di Date Masamune. Stratega cauto e prudente, si scontra spesso con Date Shigezane quando si tratta di operazioni militari. L'armonia e la concordia fra Kagetsuna e il collega regna solo quando i due generali devono scontrarsi con l'ossessione di Masamune per le bende per gli occhi.
Date Shigezane (伊達 成実?)
Doppiato da Tomokazu Sugita
Generale al servizio di Date Masamune. Uomo d'armi irruente e poco meditativo, discute spesso con Katakura Kagetsuna riguardo alle future strategie del clan Date. Riesce a riconciliarsi con il collega solo quando Date Masamune impone a tutto il clan la nuova moda in fatto di bende per occhi.
Takeda Shingen (武田 信玄?)
Doppiato da Takashi Nagasako
Valoroso daimyo rivale di Uesugi Kenshin. Scopre di provare un BL, un bald love in quanto calvo, per il suo nemico. La scoperta di questo sentimento porta Shingen a comportarsi come una pudica adolescente innamorata quando si parla di Kenshin. La sigla BL da lui utilizzata è inoltre un riferimento in chiave comica alla sigla con cui sono conosciuti in Giappone i generi yaoi e shōnen'ai.
Uesugi Kenshin (上杉 謙信?)
Doppiato da Gackt
Daiymo amante del sakè e rivale di Takeda Shingen. Considerato una manifestazione del dio della guerra Bishamonten, Kenshin si è auto-soprannominato “Bishaemon”, vestendosi come il famoso gatto Doraemon e cantando canzoni tratte dall'anime del felino robotico. Nonostante la fierezza e l'abilità nell'arte della guerra, è particolarmente suscettibile all'influenza della sorella maggiore.
Chōsokabe Motochika (長宗我部 元親?)
Doppiato da Mamiko Noto
Lord noto col soprannome di "Principessa" per le sue delicate e femminee fattezze. Il suo fascino porta i suoi uomini a fondare un fanclub e a protestare apertamente all'annuncio delle imminenti nozze di Motochika. Il futuro capoclan Chosokabe appare, del resto, come una vera idol agli occhi delle sue truppe.
Oda Nobunaga (織田 信長?)
Doppiato da Takaya Kuroda
Ambizioso e spietato daimyo, ama dar fuoco a cose e persone. Nei momenti di noia escogita coi suoi subordinati nuovi modi per affliggere Akechi Mitsuhide. Quando si è unito in matrimonio con Nohime, si è rallegrato di trovare nella moglie una crudeltà ed un sadismo pari ai propri.
Naoe Kanetsugu (直江 兼続?)
Doppiato da Shinnosuke Tachibana
Generale al servizio di Uesugi Kagekatsu. Autore di corsi e guide su come rallegrare il lord dall'animo bellicoso ed iroso, la sua buona volontà non riesce ad ogni modo a migliorare il rapporto tra Kagekatsu e le truppe, anzi, spesso dà origine a pericolosi fraintendimenti.
Mori Ranmaru (森 蘭丸?)
Doppiato da Yū Kobayashi
Giovane al servizio di Oda Nobunaga. Suggerisce al suo signore nuove torture cui sottoporre Akechi Mitsuhide.
Oichi (お市?)
Doppiata da Mamiko Noto
Sorella di Oda Nobunaga e moglie di Azai Nagamasa. La sua indole placida e pacifica contrasta con quella del violento fratello e lasciano spiazzato il più delle volte Nagamasa, che si aspetta dalla sorella di Nobunaga una certa ferocia o una naturale tendenza al tradimento.
Azai Nagamasa (浅井 長政?)
Doppiato da Shinnosuke Tachibana
Sposo di Oichi, Nagamasa si dimostra subito scettico riguardo al proprio matrimonio, credendo di aver condotto alla rovina il clan Azai con le proprie nozze. Prima dell'arrivo della moglie al castello, il daimyo ha avuto più e più incubi riguardo alla venuta della promessa sposa, arrivando ad immaginare di ricevere la visita di Nobunaga o di un orso famelico sotto le spoglie di Oichi.
Maeda Keiji (前田慶次?)
Doppiato da Noriyaki Sugiyama
Considerato un vero "teppista", Keiji nasconde sotto le apparenze un animo sensibile e un vero debole per gli animali.
Akechi Mitsuhide (明智 光秀?)
Doppiato da Daisuke Hirakawa
Generale al servizio di Oda Nobunaga e da questi costantemente sbeffeggiato. Tra i suoi aguzzini si conta anche il giovane Mori Ranmaru, spesso ideatore delle torture destinate a Mitsuhide.